# Орсеида
Орсеида је у грчкој митологији била нимфа.

## Митологија
Орсеида је била тесалска најада, кћерка Океана или Пенеја, удата за Хелена. Имала је три сина, Дора, Еола и Ксута који су били преци Дораца, Еолаца, Јонаца и Ахајаца. Према неким изворима, њен отац је био Зевс, а мајка Дејно, граја.